# グルコノバクター属
グルコノバクター属は酢酸菌科に属するグラム陰性の非芽胞形成偏性好気性桿菌。極鞭毛を持ち運動性を示す種がある。基準種はグルコノバクター・オキシダンス。GC含量は54から63。
植物から発見されることが多い。エタノールを酢酸まで酸化する事ができるがクエン酸回路を完全に有していないため二酸化炭素まで酸化することはできない。糖や多価アルコールをカルボン酸まで酸化する能力に優れており、グルコース、フルクトース、アラビノース、ソルボース、スクロースやソルビトール、マンニトールを酸化できる。この性質を利用して食品や薬品の製造に利用されることがある。